# Oligotrichum javanicum
Oligotrichum javanicum là một loài Rêu trong họ Polytrichaceae. Loài này được (Hampe) Dozy & Molk. mô tả khoa học đầu tiên năm 1856.